# Canadagås
Canadagåsen (Branta canadensis) er en stor gås, der har sin oprindelige udbredelse i Nordamerika, men som nu også yngler i dele af Nordeuropa og New Zealand. Den kan være til gene for landbruget, fordi den æder vintersæd.

## Beskrivelse
Fuglen vejer normalt cirka 4-5 kg og måler 90-105 cm mellem halespids og næbspids. Vingefanget er 160-180 cm. Den kan leve helt op til 25 år. Både hannen og hunnen er ensfarvet brune med hvidt bryst. Hals og hoved er sorte med en hvid plet på siden af hovedet.

## Ynglebiologi og udbredelse
Canadagåsen bygger oftest sin rede ved bredden af en sø eller et andet vådområde med bevoksning, gerne på småøer. Fra midten af april lægger den 5-6 æg, som udruges i løbet af 28-30 dage. Selvom ungerne er flyvefærdige efter 40-48 dage, holder gåsefamilien gerne sammen i op til et år efter denne periode.
Ud over at være udbredt i Canada og det nordvestlige USA er canadagåsen indført til godser og parker i England i 1600-tallet og senere i 1900-tallet også udsat i Norge, Sverige og Finland. Arten yngler nu almindeligt i disse lande og ses også spredt ynglende i Danmark og det øvrige Nordvesteuropa. De kommer til Danmark typisk sidst i februar fra deres overvintring i områder fra Holland til Spanien.

## Føde
Fuglen lever hovedsageligt af kløver, kornplanter, græs og vandplanter, men tager også snegle, orme, insekter og krebsdyr i sommerperioden.

## Galleri
- Canadagåsens æg.
- Canadagås i flugt.
- En flok canadagæs.